# UnrealScript
UnrealScript is de scripttaal voor de Unreal Engine, een game engine ontwikkeld door Epic Games. Deze scripttaal wordt gebruikt om aspecten van het computerspel aan te passen of nieuwe dingen toe te voegen. Voorbeelden hiervan zijn het toevoegen of aanpassen van de interface, de manier van scoren, de manier waarop objecten in het spel zich gedragen, de wapens, de gebeurtenissen of een spelmodus.
UnrealScript is objectgeoriënteerd en lijkt op de programmeertaal Java: het ondersteunt alleen enkelvoudige overerving, alle objecten in UnrealScript zijn subklasse van een algemene klasse Object en elke klasse wordt gedefinieerd in een eigen bestand met dezelfde naam als de klasse. In tegenstelling tot Java is UnrealScript hoofdletterongevoelig, ondersteunt het geen interfaces en bevat het geen klassen waarin primitieve typen verpakt kunnen worden.
De taal is ontworpen als een eenvoudige high-level-taal om zaken in een computerspel te kunnen aanpassen. De ontwerper van de taal is Tim Sweeney. Hij ontwikkelde eerder al een scripttaal voor een computerspel, namelijk ZZT-oop voor het spel ZZT.
Door het aanpassen van elementen in een spel te vereenvoudigen heeft UnrealScript ervoor gezorgd dat een grote groep mensen op internet zich bezighoudt met de aanpassing van spellen die gebruikmaken van de Unreal Engine.